# Пан оформлювач
«Пан оформлювач» (рос. «Господин оформитель») — російський радянський художній фільм, один з перших радянських фільмів на містичну тематику. Знятий 1988 року за мотивами оповідання Олександра Гріна «Сірий автомобіль».

## Зміст
Початок 20 століття. Одного відомого і талановитого оформлювача, який малював і робив скульптури, не покидала думка про суперництво з богом. Він створив прекрасний манекен, зліплений з натурниці Анни, хворої на сухоти бідолахи. А через роки зустрів Марію, як дві краплі води схожу на своє творіння. Та це точно не Анна! Містичні таємниці таять у собі несподівані розгадки.

## Ролі
- Віктор Авілов (дебют в кіно) — Платон Андрійович
- Анна Дем'яненко — Анна-Марія
- Михайло Козаков — Грильо
- Іван Краско — слуга
- Вадим Лобанов — ювелір
- Валентина Малахієва — стара
- Костянтин Лукашов — сторож кладовища
- Світлана Панфілова — монашка
- Юрій Ароян — другий сторож кладовища
- Володимир Міняйло — офіцер
- Азамат Багіров — картковий гравець
- Юрій Башков — круп'є
- Костянтин Рацер — Смерть (немає в титрах)
- Сергій Курьохін — епізод (немає в титрах)
- Олег Тепцов — П'єро в пролозі (немає в титрах)

Жіночий вокал, що звучить в кульмінації фільму, належить Ользі Кондиної (в титрах її ім'я не згадується).

## Знімальна група
- Автор сценарію: Юрій Арабов
- Режисер-постановник: Олег Тепцов
- Оператор-постановник: Анатолій Лапшов
- Оператори: С. Некрасов, Л. Голубєв
- Художник-постановник: Наталія Васильєва
- Художники: О. Калягіна, І. Чиркунов
- Композитор: Сергій Курьохін

У записі музики до фільму брали участь музиканти групи «Кино»: Ю. Каспарян, І. Тихомиров і Г. Гур'янов. Музика Сергія Курьохіна з фільму «Пан оформлювач» була використана також в музичному оформленні вистави «Колекціонер» (за романом Д. Фаулза) — перший великий режисерській роботі актора Сергія Виноградова в 1993 році у театрі Романа Віктюка, потім у «Театральної компанії Сергія Виноградова». Телеверсія вистави записана в 1994 році.
- Директор картини: Веніамін Кутіков

## Робота над фільмом
Фільм є рімейком дипломної роботи режисера Олега Тепцова, яку йому порекомендували перезняти у вигляді повнометражної картини. Як будинок Гриль у фільмі виступав особняк Фолленвейдера. Одна з фінальних сцен, в якій герой гине на проїжджій частині мосту під колесами автомобіля, знімалася на Великому Петровському мосту. Коли фільм вийшов на екрани, міст був ще відкритий для руху наземного транспорту. Деякі епізоди знімалися на Смоленському лютеранському кладовищі.
У фільмі використані роботи таких художників, як Франц фон Штук (1863—1928), Едвард Берн-Джонс (1833—1898), Оділон Редон (1840—1916), Арнольд Беклін (1827—1901), Джон Еверетт Мілле (1829—1896), Жан Дельвіль (1867—1953), Макс Клінгер (1857—1920) та ін.

## Тінь Блоку
В кінці фільму, коли пан оформлювач лежить біля каміна в крові, звучить запис вірша А. А. Блоку «Кроки Командора» у виконанні Едуарда Багрицького. У фільмі є і «цитата» з Блока: Арлекін, стрибучий в намальоване віконце, — епізод з п'єси «Балаганчик», написаної Блоком в 1906 році. В одному з кадрів видно фотографія на столі Платона Андрійовича, на якій він зображений поруч з Блоком. Це фото є монтажем знімка Віктора Авілова і фотографії, на якій поряд з Блоком варто Корній Чуковський.
Дружбу героя Віктора Авілова з Блоком «доводить» ще й той факт, що поет з осені 1907 р. по 1910 р. проживав у дворовому флігелі особняка А. І. Томсен-Боннара, на Галерної вулиці, 41. Як відомо, будинок «пана оформлювача» перебував на тій же вулиці, тільки в будинку 55.

## Нагороди та номінації
- 1989 — премія «Ніка»
  - «Найкраща робота художника по костюмах», перемога (Лариса Коннікова)
  - «Найкращий звук», номінація
  - «Найкраща робота художника-постановника», номінація

## Критичні відгуки
- А. Тарханов: «Чи жаль авторам Платона Андрійовича? Схоже, що ні. Схоже, що підсвідомо найголовніша жертва — це красиве життя Петербурга епохи до-першої-війни».
- М. Трофименков: «„Оформлювач“ з'явився занадто рано. Пройде ще три-чотири роки, і мода на салон і символізм, на модерн і дягілєвські балети, на ляльковий еротизм і мундштуки слонової кістки захлесне вчорашню рок-н-рольну богему».